# 沃斯托尼銀行

沃斯托尼銀行

沃斯托尼銀行（英語：Vostochny Bank，直譯為東方快運銀行），於1991年在俄羅斯阿穆尔州海兰泡成立的一所金融機構，業務主要集中於西伯利亞及遠東地區，以資產計為俄羅斯第30大銀行。2022年2月14日被俄羅斯通用商業銀行併購清盤。

## 外部連結
- 官方网站